# Taboo Tuesday 2004
Taboo Tuesday 2004 è stata la prima edizione dell'evento in pay-per-view Taboo Tuesday, prodotto dalla World Wrestling Entertainment. L'evento, esclusivo del roster di Raw, si è svolto il 19 ottobre 2004 al Bradley Center di Milwaukee. La tagline dell'evento fu You Control – The fate of Raw superstars, the World Heavyweight Championship, and the Course of History! ("Tu controlli - la sorte delle superstar di Raw, del World Heavyweight Championship, e il corso della storia!").
È stata la prima edizione di Taboo Tuesday di sempre, rimarcando per la prima volta in cui i fan avrebbero avuto l'opportunità di votare le stipulazioni degli incontri. I voti per l'evento, iniziarono il 18 ottobre e si conclusero durante l'evento.
Il main event dell'evento fu lo Steel Cage match tra Randy Orton e Ric Flair. I due match predominanti dellundercard furono quello per il World Heavyweight Championship tra il campione Triple H e lo sfidante Shawn Michaels, e Gene Snitsky contro Kane in un Weapon of Choice match.

## Storyline
La rivalità principale dell'evento fu quella tra Randy Orton e Ric Flair. Nella puntata di Raw del 27 settembre, a Orton venne concessa l'opportunità di affrontare Triple H per il World Heavyweight Championship a Taboo Tuesday se fosse riuscito a sconfiggere Batista, ma Orton non ci riuscì a causa dell'interferenza di Flair. Ciò portò Orton ad incolpare Flair per la sconfitta. Orton fece un promo parlando di tutti i riconoscimenti di Flair in WWE, e lo criticò per aver chiamato Triple H "il più grande wrestler di tutti i tempi". Flair rispose affermando che, nonostante Orton fosse "l'uccisore di leggende", wrestler come Shawn Michaels e Mick Foley non fossero delle vere leggende e pertanto ciò non fa di Orton un "uccisore di leggende". Flair annunciò che lui e Orton si sarebbero affrontati a Taboo Tuesday e i fan avrebbero avuto l'opportunità di scegliere la stipulazione del loro match.
Un'altra rivalità predominante fu quella per il World Heavyweight Championship tra il campione Triple H e lo sfidante Shawn Michaels. Ad Unforgiven, Triple H sconfisse Randy Orton conquistando il World Heavyweight Championship. La notte successiva a Raw, Triple H tenne una celebrazione in suo onore che, venne interrotta da Orton, il quale attaccò i suoi ex alleati dell'Evolution. Nella puntata di Raw del 4 ottobre, visto che Orton non era riuscito ad ottenere l'opportunità titolata contro Triple H, fu annunciato che i fan avrebbero potuto scegliere uno tra i due contendenti per il titolo di Triple H a Taboo Tuesday. Chris Benoit e Edge vennero annunciati come due dei candidati. Tuttavia, Shawn Michaels lottò un match di qualificazione sconfiggendo Christian, per diventare il terzo candidato. Nella puntata di Raw del 18 ottobre, Edge sconfisse Chris Benoit e Shawn Michaels in un triple threat match dopo aver schienato Benoit usando le corde. Durante il match, Michaels subì un legittimo infortunio al ginocchio sinistro.
L'altra rivalità predominante dell'evento fu tra Kane e Gene Snitsky. A Unforgiven, Shawn Michaels sconfisse Kane in un No Disqualification match. La notte successiva a Raw, Kane chiese al general manager Eric Bischoff una rivincita contro Michaels, ma essa fu rifiutata da Bischoff, in quanto Michaels era impegnato ad apparire nell'Highlight Reel di Chris Jericho. Tuttavia, Bischoff mise Kane in un No Disqualification match contro un avversario scelto dallo stesso Bischoff. L'avversario di Kane si rivelò essere Gene Snitsky. Durante il match, Snitsky colpì Kane con una sedia d'acciaio e lo fece cadere contro Lita, (moglie di Kane nella storyline), la quale era incinta per poi essere portata in'ambulanza . La settimana successiva, Kane venne informato dai dottori che Lita aveva perso il bambino a causa di un aborto spontaneo. Nella puntata di Raw del 27 settembre, in un'intervista con Todd Grisham, Kane lo informò dicendo che si sarebbe vendicato su Snitsky per le sue azioni. La settimana seguente, Lita fece la sua prima intervista dopo l'arborto e rivelò che lei e Kane l'avrebbero fatta pagare a Snitsky. Nella stessa puntata, Snitsky venne intervistato dal commentatore di Raw Jim Ross, dicendo che la morte del figlio della coppia non era colpa sua. Kane interruppe l'intervista e fu attaccato da Snitsky con un tubo di piombo. Di conseguenza, Bischoff annunciò un Weapon of Choice match tra i due per Taboo Tuesday, dove i fan avrebbero potuto scegliere l'oggetto che sarebbe poi stato utilizzato dai due nel corso del match tra un tubo di piombo, una catena d'acciaio o una sedia d'acciaio.
La rivalità principale delle Divas fu quella tra Christy Hemme e Carmella DeCesare, le due finaliste del Diva Search. Nella puntata di Raw del 20 settembre, Christy vinse il Diva Search e ricevette un anno di contratto con la WWE e 250.000 dollari. Dopo il Diva Search, Carmella divenne heel e iniziò una rivalità con Christy, gelosa della vittoria di quest'ultima. Nella puntata di Raw precedente a Taboo Tuesday, fu annunciato che Christy e Carmella si sarebbero affrontate all'evento, e i fan avrebbero potuto scegliere il tipo di match, nel quale le due si sarebbero affrontate tra il Lingerie Pillow Fight match, l'Evening Gown match o una sfida aerobica. Dopo l'annuncio, Carmella attaccò Christy.

## Evento

### Match preliminari
Prima della messa in onda dell'evento, Sgt. Slaughter sconfisse Muhammad Hassan per squalifica in un dark match.
Il primo match fu quello per l'Intercontinental Championship tra il campione Chris Jericho contro lo sfidante Shelton Benjamin, che vinse il sondaggio con il 37% delle preferenze. Il match iniziò con Jericho che eseguì l'enzuigiri kick. Più tardi nel match, Jericho tentò di eseguire un bulldog e un lionsault, i quali furono evitati da Benjamin. Benjamin eseguì il T-Bone Suplex su Jericho per poi schienarlo e vincere il titolo.
Il match seguente fu la Fulfill Your Fantasy battle royal per il Women's Championship tra la campionessa Trish Stratus e le sfidanti Molly Holly, Stacy Keibler, Victoria, Gail Kim e Nidia. La prima a essere eliminata fu Nidia, seguìta dall'eliminazione di Jazz. Gail Kim tentò di eseguire un'hurricanrana nei confronti di Victoria, che contrattaccò eliminando Kim. Victoria venne eliminata poco dopo da Trish Stratus e Molly Holly. Quest'ultima eliminò successivamente Stacy Keibler per poi essere eliminata dalla Stratus che vinse il match e mantenne il titolo.
Il terzo match fu lo Steel Chain match (scelto tramite voto dai fan al posto del tubo o sedia d'acciaio come arma da usare) tra Gene Snitsky e Kane (accompagnato da Lita). Il match iniziò con Kane che usò una catena per colpire Snitsky. Snitsky prese la catena e soffocò Kane. Snitsky prese una sedia d'acciaio e la posizionò sul collo di Kane, per poi eseguire un salto dalla seconda corda e successivamente lo schienò per vincere il match.
Il match successivo fu il "Choose the Loser's Fate match" tra Eric Bischoff e Eugene. Eugene eseguì un leg drop su Bischoff per poi schienarlo e ottenere la vittoria. Dopo il match, il pubblicò votò per la rasatura dei capelli nei confronti di Bischoff. Tuttavia, Jonathan Coachman annunciò che il pubblicò aveva votato per la stipulazione in cui il perdente era il servitore del vincitore. Il chairman della WWE Mr. McMahon apparve e rovesciò la decisione annunciando che Eugene avrebbe rasato la testa di Bischoff. McMahon avvertì Bischoff dicendogli che se non si fosse fatto rasare, sarebbe stato licenziato. Eugene rasò la testa a Bischoff e Coachman fu costretto a indossare un vestito per aver cercato di ribaltare il risultato del match.
Il quinto match fu quello per il World Tag Team Championship tra la coppia campione de La Résistance (Sylvain Grenier e Robért Conway) contro quella formata da Edge e Chris Benoit. L'incontro fu abbastanza equilibrato tra le due coppie. Durante il match, Edge abbandonò Benoit lasciandolo da solo. Benoit riuscì a sottomettere Conway alla Crippler crossface e vinse il titolo per il suo team.

### Match principali
Il match che seguì fu il Lingerie Pillow Fight tra Christy Hemme e Carmella. Durante il match, le due iniziarono a colpirsi con dei cuscini in lingerie. Successivamente, la Hemme schienò Carmella per vincere il match.
Il settimo match fu quello valevole per il World Heavyweight Championship tra il campione Triple H e lo sfidante Shawn Michaels, scelto con il 38% dei voti. Triple H prese di mira il ginocchio infortunato di Michaels applicando la Figure-four leglock, rovesciata in seguito da Michaels. Quando Michaels si stava preparando per eseguire la Sweet Chin Music ai danni di Triple H, Edge interferì nel match colpendo Michaels con la Spear e permise a Triple H di schienarlo e mantenere il titolo.
Il main event fu lo Steel cage match tra Randy Orton e Ric Flair. Durante il match, Flair colpì Orton con un colpo basso e lo lanciò addosso alla gabbia causandogli una ferita. Orton fece la stessa cosa lanciando Flair sulla gabbia e causò anche a lui una ferita. Orton eseguì un'RKO nei confronti di Flair che gli permise di ottenere lo schienamento vincente; ad incontro terminato, Flair tese la mano verso Orton, in segno di sportività e rispetto, e questi ricambiò la stretta, abbracciando poco dopo il suo ex-mentore e compagno nell'Evolution.

## Conseguenze
Dopo Taboo Tuesday, l'Evolution (Triple H, Ric Flair e Batista) fu messo al comando di Raw, dopo che il general manager Eric Bischoff si era preso una giornata libera a causa del suo match della sera precedente. Triple H concesse a Flair un match a sua scelta; Flair chiese una rivincita contro Randy Orton, in seguito alla sconfitta nello steel cage match la sera precedente. Orton accettò la sfida di Flair con la stipulazione che se fosse riuscito a sconfiggere Flair, avrebbe avuto un'opportunità per il World Heavyweight Championship di Triple H alle Survivor Series. Orton non riuscì a ottenere l'opportunità titolata, in quanto fu sconfitto da Flair. Nella puntata di Raw del 1º novembre, Bischoff annunciò per le Survivor Series. un traditional 8-man elimination tag team match tra il Team Orton (Randy Orton, Chris Jericho, Maven e Chris Benoit) contro il Team Triple H (Triple H, Batista, Edge e Gene Snitsky), e team vincente avrebbe avuto il pieno controllo di Raw per un mese. Alle Survivor Series, il Team Orton sconfisse il Team Triple H e il team guadagnò il controllo di Raw per un mese.
Nella puntata di Raw dell'25 ottobre, Shelton Benjamin sconfisse Chris Jericho in una rivincita per l'Intercontinental Championship. Dopo il match, Benjamin venne attaccato da Christian con l'Unprettier. La settimana successiva, Bischoff annunciò un match per l'Intercontinental Championship tra Benjamin e Christian per le Survivor Series. All'evento, Benjamin sconfisse Christian e mantenne il titolo.
A novembre, Lita tornò a combattere nella divisione femminile. Iniziò una rivalità con Trish Stratus dopo che la Stratus l'aveva chiamata "paffutella" a causa della gravidanza di Lita che era aumentata peso. Lita sfidò la Stratus in un match per il Women's Championship alle Survivor Series. che vinse la Stratus per squalifica.

### Recensioni
Il Bradley Center ospita di solito 18.000 persone, ma i posti furono ridotti per l'evento. L'evento incassò 215.000 dollari con una capacità approssimativa di 3.500 posti. Il Canadian Online Explorer diede all'evento 5 stelle su 10. L'indice d'ascolto fu più basso di Taboo Tuesday, che ricevette 7 stelle su 10. Lo Steel Cage match ricevette 10 stelle su 10. Il Lingerie Pillow Fight venne classificato con 0 stelle su 10. L'evento fu rilasciato in DVD il 23 novembre 2004.

## Risultati
| #    | Incontri                                                                 | Stipulazioni                                              | Durata |
| ---- | ------------------------------------------------------------------------ | --------------------------------------------------------- | ------ |
| Dark | Sgt. Slaughter ha sconfitto Muhammad Hassan (con Daivari) per squalifica | Single match                                              | —      |
| 1    | Shelton Benjamin ha sconfitto Chris Jericho (c)                          | Single match per il WWE Intercontinental Championship     | 10:55  |
| 2    | Trish Stratus (c) ha vinto eliminando per ultima Molly Holly             | Battle royal per il WWE Women's Championship              | 05:30  |
| 3    | Snitsky ha sconfitto Kane (con Lita)                                     | Chain match                                               | 14:17  |
| 4    | Eugene ha sconfitto Eric Bischoff                                        | Single match Il perdente avrebbe dovuto radersi i capelli | 02:01  |
| 5    | Chris Benoit e Edge hanno sconfitto La Résistance (c)                    | Tag team match per il World Tag Team Championship         | 16:15  |
| 6    | Christy Hemme ha sconfitto Carmella DeCesare                             | Pillow fight match                                        | 01:48  |
| 7    | Triple H (c) ha sconfitto Shawn Michaels                                 | Single match per il World Heavyweight Championship        | 14:05  |
| 8    | Randy Orton ha sconfitto Ric Flair                                       | Steel cage match                                          | 10:35  |

### Risultati dei sondaggi
| Sondaggio                                                            | Risultato |
| -------------------------------------------------------------------- | --- |
| Avversario di Chris Jericho per il WWE Intercontinental Championship | - Shelton Benjamin (37,48%) - Batista (20,11%) - Jonathan Coachman (7,01%)                                           |
| Vestito per la Battle royal                                          | - Scolaretta (53,10%) - Cameriera (30,03%) - Infermiera (16,87%)                                                     |
| Stipulazione per il match tra Kane e Snitsky                         | - Chain match (40,84%) - Chairs match (29,93%) - Pipe match (29,24%)                                                 |
| Punizione per il perdente del match tra Eric Bischoff e Eugene       | - Farsi rasare i capelli a zero (58,73%) - Indossare un vestito (20,77%) - Diventare il servo del vincitore (20,50%) |
| Stipulazione del match tra Carmella DeCesare e Christy Hemme         | - Pillow fight match (56,48%) - Evening gown match (33,22%) - Aerobics challenge (10,30%)                            |
| Avversario di Triple H per il World Heavyweight Championship         | - Shawn Michaels (38,72%) - Edge (33,42%) - Chris Benoit (27,86%)                                                    |
| Stipulazione del match tra Randy Orton e Ric Flair                   | - Steel cage match (68%) - Falls count anywhere (20%) - Submission match (12%)                                       |